# Nothing, Forever
Nothing, Forever es una comedia de situación interactiva generada por procedimientos estadounidense que se transmite en vivo. Fue creado por el colectivo de arte digital estadounidense Mismatch Media, liderado por los desarrolladores Skyler Hartle y Brian Habersberger. Originalmente iniciado como una parodia directa de la comedia estadounidense Seinfeld, la transmisión en vivo transmite permutaciones de secuencias animadas por computadora en 3D en un estilo retro kitsch de baja resolución, donde los personajes interpretan guiones generados por IA usando voces generadas a través de síntesis de habla. La primera temporada se emitió de forma continua en Twitch desde el 14 de diciembre de 2022 hasta la suspensión temporal del canal el 6 de febrero de 2023. Tras levantarse la suspensión, el programa tuvo una breve pausa hasta que el 8 de marzo debutó la segunda temporada, con un nuevo elenco de personajes y un formato original y diferente al de Seinfeld.
Nothing, Forever experimentó un aumento de popularidad en febrero de 2023 luego de la cobertura mediática del programa. El humor sin sentido del programa, su estilo anodino y la actividad entusiasta del público han recibido elogios.

## Concepción y formato
El concepto de Nothing, Forever fue imaginado por Skyler Hartle, gerente de productos de Microsoft Azure, y Brian Habersberger, físico de polímeros, en 2019. Los dos se conocieron a través del videojuego Team Fortress 2. El programa se inspira en Rabbits, una serie de películas web creadas por el cineasta estadounidense David Lynch, y la premisa original del programa era un homenaje a la comedia estadounidense Seinfeld. Hartle dijo que la obra «inició su vida como un proyecto artístico extraño, surrealista y sin sentido, pero luego trabajamos a lo largo de los años para llevarlo a este nuevo lugar. Y luego, por supuesto, los medios generativos [...] simplemente despegaron de una manera loca en los últimos años». Hartle y Habersberger formaron Mismatch Media en 2022, en colaboración con Jakob Broaddus, Zale Bush, Nic Freeman, Edward Garmon y Stanley Janoski.
El elenco de personajes de la primera temporada incluyó a Larry Feinberg, Yvonne Torres, Fred Kastopolous y Zoltan Kakler, parodias de Jerry Seinfeld, Elaine Benes, George Costanza y Cosmo Kramer, respectivamente.
Los espectadores pueden interactuar con la transmisión en vivo a través de la función de chat de Twitch; a diferencia de la mayoría de los programas de televisión, la narrativa en Nothing, Forever puede cambiar dependiendo de las reacciones de los espectadores. Una guía electrónica de programas ficticia al estilo de los años 1990, con nombres de programas generados sin sentido, interrumpe periódicamente el programa mientras se generan nuevos guiones de diálogo.
La segunda temporada reemplaza al elenco original de personajes con Leo Borges, Nick Sterling, Kelly Coffee y Manfred Fredman. En lugar de ofrecer una rutina de comedia stand-up, el personaje principal, Leo, comienza cada episodio escribiendo en su blog personal.

## Desarrollo
Nothing, Forever se genera de forma procedimental. Actualmente, el diálogo se genera a través de GPT-3, un modelo de lenguaje de OpenAI. Otras tecnologías utilizadas incluyen Stable Diffusion, DALL-E y Azure Cognitive Services. Para generar nuevas escenas, se utiliza una función de Azure escrita en TypeScript. Los modelos de aprendizaje automático se escribieron en Python usando TensorFlow, mientras que el programa se renderizó usando Unity y C#.
Para financiar el programa, Mismatch Media mantiene un Patreon; el nivel más alto permite a los espectadores solicitar la aparición de un personaje basado en ellos dentro del programa. El transmisor de Twitch xQc compró el nivel en una transmisión en vivo.

## Suspensión
El 6 de febrero de 2023, el canal de Twitch de Nothing, Forever recibió una suspensión de 14 días; los desarrolladores atribuyeron esto a un diálogo standup no especificado. En una declaración al The Washington Post, Hartle expresó su vergüenza por el incidente. Twitch no dio un motivo público para la suspensión, pero los usuarios en el Discord de la transmisión sospecharon que se debió a una broma controvertida pronunciada por el personaje de Feinberg poco antes de la suspensión. Durante una escena de stand up, el personaje dijo que estaba «pensando en» contar rutinas con chistes ofensivos, incluyendo comparar el estado de ser transgénero con una enfermedad mental y referencias a la agenda gay. El personaje observó entonces que «nadie se ríe» y detuvo abruptamente la rutina, preguntando «¿A dónde se fue todo el mundo?».
Según Mismatch Media, el modelo principal de OpenAI para GPT-3, Davinci, había estado experimentando cortes que interrumpían la transmisión. Los creadores cambiaron a Curie, un modelo menos sofisticado, lo que, según dijeron, dio lugar a la generación de «texto inapropiado». Los creadores declararon que las herramientas de moderación de contenido utilizadas para el modelo Davinci «no tuvieron éxito con Curie», y que habían resuelto el problema con Davinci y que no volverían a usar Curie como alternativa en el futuro.
Mismatch Media anunció planes para implementar «medidas de seguridad» adicionales para evitar contenido inapropiado, afirmando que «creemos firmemente que es nuestro deber como personas en el espacio generativo hacer esto de la forma más segura posible» También esperaban introducir eventualmente formas para que la audiencia del chat de Twitch interactuara de manera segura con el programa y diera forma a sus contenidos, además de planificar la creación de una plataforma «dentro de los próximos seis a 12 meses» que permita a otros crear programas similares. La transmisión volvió el 8 de marzo.
El 26 de octubre de 2023, aproximadamente, la transmisión comenzó a repetirse sin interrupción, con dos de sus personajes parados en silencio frente a un refrigerador. Esto continuó hasta la noche del 30 de octubre, y recibió cobertura de Kotaku y PC Gamer.

## Recepción
La primera temporada de Nothing, Forever tuvo una recepción mayoritariamente positiva. Ash Parrish, de The Verge, consideró que el vídeo era absurdo, pero divertido. Will Shanklin de Engadget fue más crítico del humor surrealista del programa, comparando las voces de Larry y Fred con el personaje de Beavis and Butt-Head, el Sr. Van Driessen. La cuenta de Twitter de Seinfeld reconoció el programa, tuiteando un enlace al canal de Twitch y haciendo referencia a la línea de George sobre «carniceros robot» en el episodio «The Stock Tip».
En su debut, la segunda temporada de Nothing, Forever recibió una respuesta negativa del público, que criticó el alejamiento del formato basado en Seinfeld. Levi Winslow de Kotaku señaló que «el metahumor que venía con la parodia de Seinfeld ya no existe» y que el nuevo formato se sentía «castrado, o como si el programa hubiera sido cancelado solo para ser retomado por una cadena completamente diferente».
La transmisión en vivo ha generado comparaciones con Twitch Plays Pokémon, un experimento social transmitido en vivo en Twitch. Un proyecto con una estructura similar, ai_sponge, basado en la serie de televisión Bob Esponja, comenzó a transmitir en vivo en YouTube y Twitch en marzo de 2023.